# Je t'ai donné mon cœur
 (septembre 2013).
Si vous disposez d'ouvrages ou d'articles de référence ou si vous connaissez des sites web de qualité traitant du thème abordé ici, merci de compléter l'article en donnant les références utiles à sa vérifiabilité et en les liant à la section « Notes et références ».
Je t'ai donné mon cœur (Just Take My Heart) est un roman policier américain de l'écrivaine d'origine irlandaise Mary Higgins Clark, publié en 2009. La traduction française par Anne Damour est parue la même année à Paris chez Albin Michel.

## Résumé
Natalie Raines, célèbre comédienne des théâtres de Broadway, est assassinée après avoir découvert accidentellement l'identité du meurtrier d'une amie de jeunesse. Elle s'apprêtait à divorcer de Gregg Aldrich, un agent théâtral. Voilà un suspect idéal pour la police et la perspective d'un procès retentissant pour la presse.
Le procureur général charge de l'affaire Emily Wallace, son assistante, en la prévenant que sa vie personnelle risque d'être exposée, notamment le fait qu'elle ait subi une transplantation cardiaque. Au cours du procès, Emily ressent des sentiments qui défient la raison et dont elle ne réussit pas à se défaire, même après la condamnation d'Aldrich. Ce qu'elle ignore, c'est que sa propre vie est maintenant menacée.

## Personnages principaux
- Emily Kelly Wallace : substitut du procureur du comté de Bergen, cette jeune femme est veuve d'un soldat mort lors de la guerre en Irak trois ans plus tôt. Même si elle a  subi une opération de transplantation du cœur, Emily garde un fort caractère. Elle rêve de mettre Gregg Aldrich derrière les barreaux et l'avocate de James Easton. Elle ne saura jamais que le donneur de son cœur n'est autre que Natalie Raines elle-même, car après sa mort, sa mère Alice avait autorisé que le cœur de sa fille sauve une jeune veuve.
- Natalie Raines : célèbre actrice de Broadway, elle doit toute sa renommée à son mari et agent Gregg Aldrich. Préférant sa carrière avant sa vie familiale, elle décide de quitter son mari pour se consacrer entièrement à son travail. À la dernière présentation de sa pièce, Un tramway nommé Désir, elle reconnaît le mystérieux ex-petit ami de sa meilleure amie Jamie, également actrice, assassinée 15 ans plus tôt. Sa photo avait disparu du portefeuille de Jamie lorsque la police l'avait découverte et Natalie était sûre que Jess, c'est sous ce nom qu'elle le connaissait, était sûrement son assassin. Étant à présent sûre que Jess l'a reconnue également, elle prend peur et ne sait vers qui se tourner pour partager ses angoisses. C'est alors qu'elle est assassinée aussi.
- Gregg Aldrich : bel homme et très connu dans le milieu du show-business. Il est également le mari et l'agent de Natalie Raines. Elle est sa seconde femme. De la première union avec Kathleen, il a eu une fille qui est aujourd'hui âgée de 14 ans, Katie. Il a beaucoup investi en Natalie et l'a propulsé vers les sommets de la gloire. Lorsqu'elle est tuée, il devient le principal suspect, car elle voulait divorcer, et est inculpé pour homicide volontaire.
- Richard Moore : avocat de Gregg Aldrich. Il a pour associé son fils Cole.
- Michael Gordon : ancien avocat à présent journaliste, il est le meilleur ami de Gregg. Après avoir douté de sa culpabilité, il est ensuite convaincu  de son innocence. Il est l'auteur de la célèbre émission Courtside qui relate des résumés quotidiens du procès de Gregg. Son aide sera très précieuse.
- Suzie Walsh : mordue de théâtre et grande fan de Natalie Raines, cette femme de ménage travaille chez la voisine de cette dernière. C'est elle qui  découvre le corps de la célèbre actrice.
- Alice Mills : mère de Natalie. Elle a toujours été contre son divorce avec Gregg, qu'elle appréciait beaucoup. Vers la fin du procès, elle change d'avis sur Gregg, se rendant compte que ce dernier n'aurait jamais  pu faire mal à sa fille, elle le soutient et s'occupe également de sa petite-fille Katie.
- Edward Ted Scott Wesley : la cinquantaine, procureur du comté de Bergen, il est sur le point d'être nommé ministre de la Justice. Il est également chef de Emily.
- Zachary Lanning : dangereux criminel, il a assassiné ses trois épouses. Cherchant des petits boulots, il travaille généralement comme électricien et voyage toujours sous des noms d'emprunt. Il est le voisin de Emily et est obsédé par elle. Il l'espionne et a placé un micro dans la maison de la jeune femme.
- James Jimmy Easton : cambrioleur avec un caractère de piggy, il a passé la majorité de sa vie en prison. Coincé par la police après un cambriolage raté, il risque dix ans de prison pour récidive. C'est alors qu'il négocie avec le procureur pour une réduction de peine à quatre ans en échange d'importantes informations concernant la mort de la célèbre actrice Natalie Raines, assassinée deux ans plus tôt. Il affirme que Gregg l'a payé pour qu'il se débarrasse de sa femme, ce qu'il n'a pas fait. Il est le témoin-vedette du procès et son témoignage a été capital lors du procès de Gregg Aldrich. Il est empoisonné dans sa cellule après avoir évoqué qu'il n'avait pas encore tout dit.